# Международная ассоциация детективного и политического романа
Междунаро́дная ассоциа́ция детекти́вного и политического рома́на (сокр. МАДПР, исп. Asociación Internacional de Escritores Policíacos) была основана по инициативе писателя Юлиана Семёнова в 1986 году в Гаване и переучреждена в сентябре 1989 года на учредительном форуме, проходившем в два этапа в мексиканских городах Мехико и Акапулько.

## История

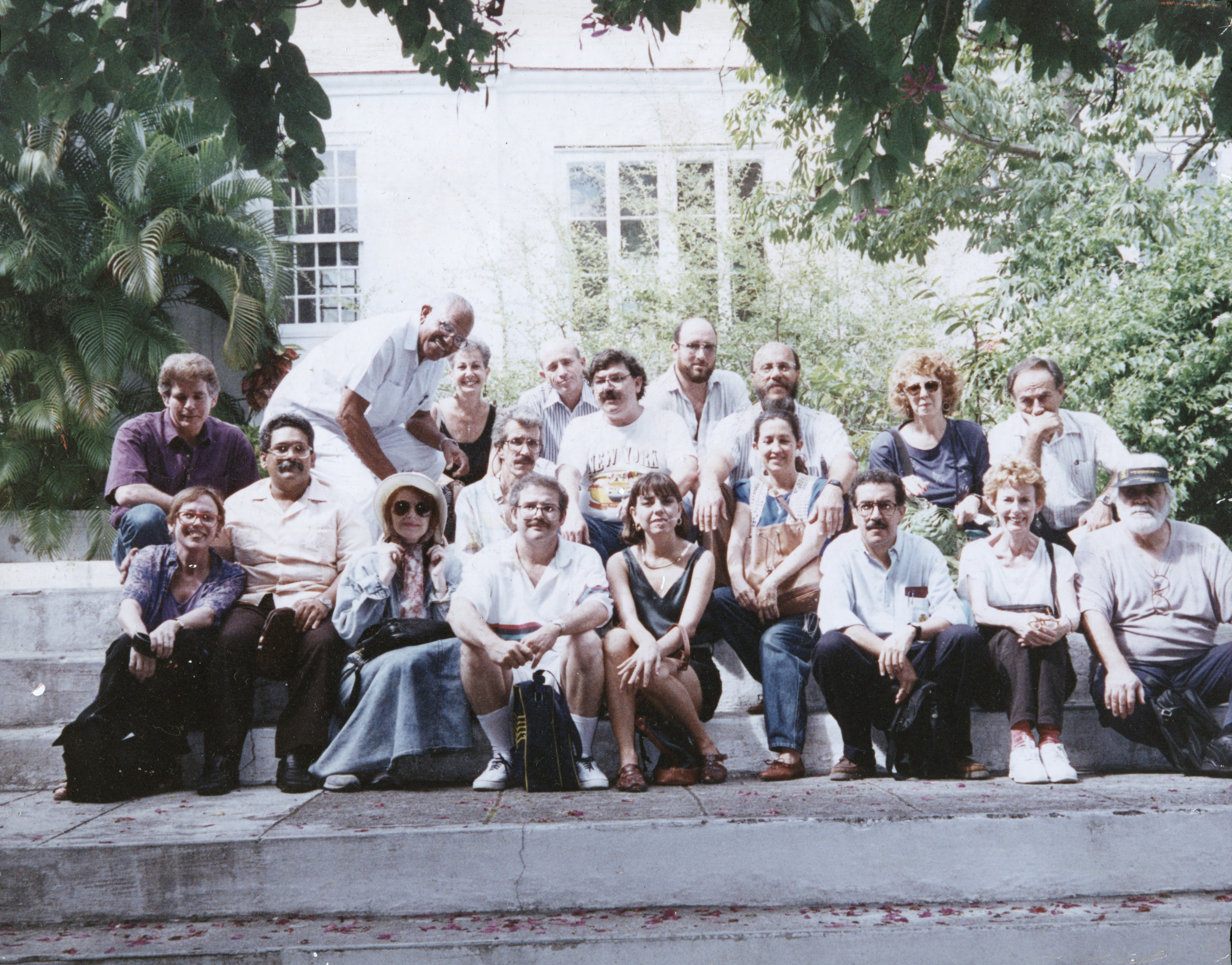
Члены МАДПР у дома Эрнеста Хемингуэя в Гаване в 1994 году. Крайний справа — уругваец Даниэль Чаваррия, над ним сидит мексиканец Рафаэль Рамирес Эредия. В центре — Пако Игнасио Тайбо II, слева от него — кубинец Родольфо Перес Валеро.

Международному форуму, в котором приняли участие 38 известных писателей, французский журнал VSD посвятил специальный выпуск, а репортёр издания, Франсуа Моро (фр. Francoise Marot), написал о Семёнове книгу и стал соавтором Евгения Додолева, одного из основателей МАДПР, в работе над бестселлером «Les Coulisses du Kremlin» (издательство Mercure De France, 1992).
Помимо Юлиана Семёнова, бывшего пожизненным президентом-основателем до своей смерти в 1993 году, и Евгения Додолева в число советских участников форума входили такие известные литераторы, как Артем Боровик, Аркадий Вайнер и Дмитрий Лиханов. Другими основателями выступили, среди прочих, астурийско-мексиканский автор Пако Игнасио Тайбо II, кубинцы Родольфо Перес Валеро (генеральный секретарь) и Альберто Молина, чех Иржи Прохазка, уругваец Даниэль Чаварриа и мексиканец Рафаэль Рамирес Эредия. Жорж Сименон хотя и был аккредитован, но не смог приехать, как сказал во вступительной речи Юлиан Семёнов, «по уважительной причине»: писатель умер 4 сентября, накануне конференции. На встречах в Мехико (февраль 1987), Ялте (июнь 1987), первой Неделя нуара в Хихоне (июль 1988) и Праге (1989) в исполнительный комитет вошли авторы из Болгарии, Испании, США, Франции, Италии, Японии и Великобритании. 
В задачи Ассоциации входило объединение авторов детективной литературы со всего мира и продвижение лучших произведений этого жанра для публикации в других странах. Было решено, что журнал «Enigma» под редакцией Родольфо Переса Валеро и Альберто Молины станет официальным изданием Ассоциации на испанском языке.

## В СССР
По возвращении советских участников учредительного форума на родину, в Москве была зарегистрирована Московская штаб-квартира Международной ассоциации детективного и политического романа (сокр. МШК МАДПР). На базе Московской штаб-квартиры МАДПР было основано книжное издательство, издававшее совместно с издательством Агентства печати «Новости» (АПН) альманах «Детектив и политика», выходивший приложением к газете «Совершенно секретно» и ставший стартовой площадкой для начинающих писателей детективно-криминального жанра. В 1992 году на базе книжного издательства МШК МАДПР и возглавляемой Юлианом Семёновым редакции газеты «Совершенно секретно» был создан медиа-холдинг «Совершенно секретно».
Членами МАДПР были известные писатели детективного жанра, такие как Джон Ле Карре, а часть из них позднее вошла в редколлегию газеты «Совершенно секретно».

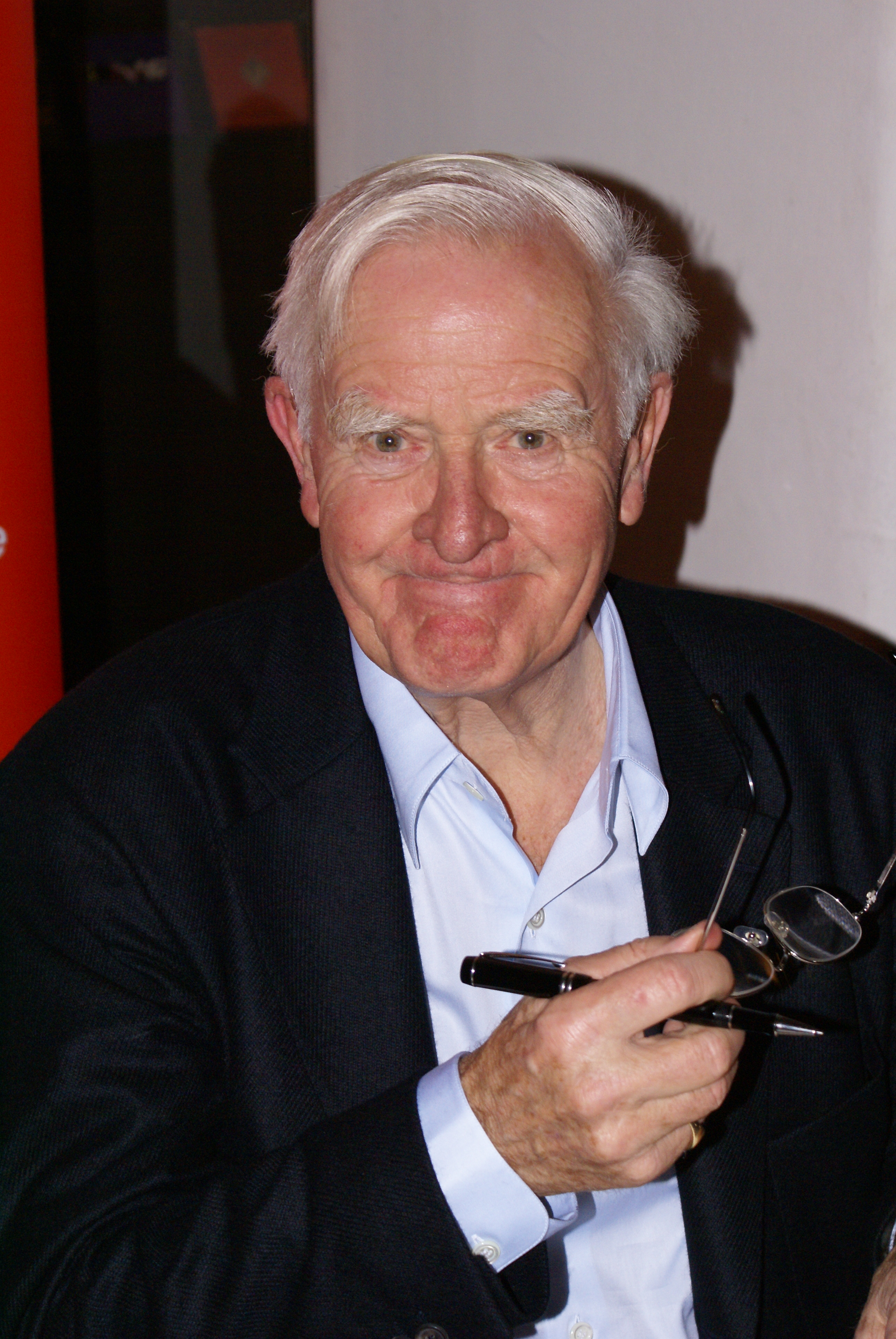
Джон Ле Карре
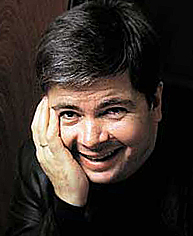
Артём Боровик
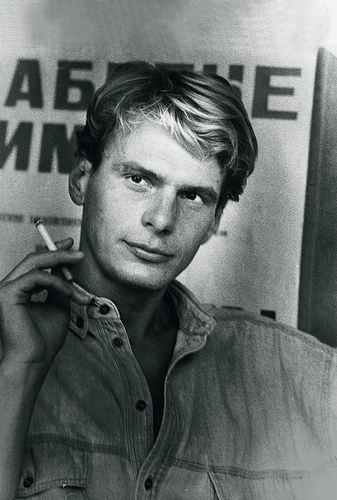
Евгений Додолев
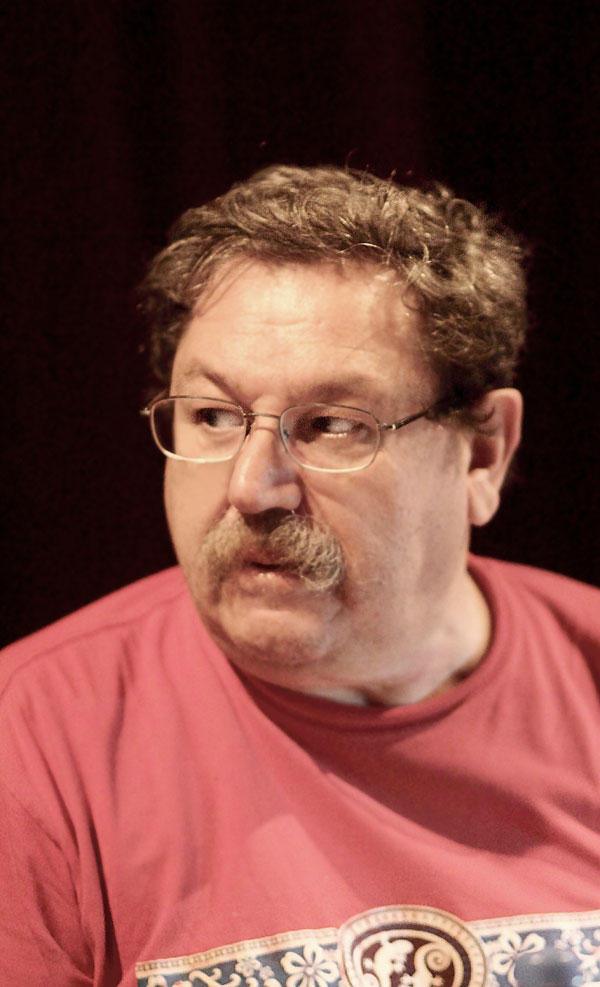
Пако Игнасио Тайбо Второй
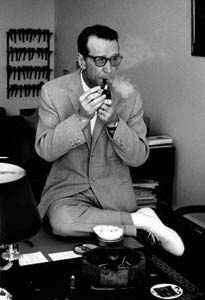
Жорж Сименон

По словам основателя, МАДПР создана была ради обретения свободы (не только свободы слова):

Обретение свободы — самого дорогого, что есть у человека, — сопровождается таким противодействием сути и движению перестройки, что остается только диву даваться… Такое ощущение, что назревает желание снова получить «сильную руку»… Единовластие, возвеличивание «великих, гениальных, выдающихся» ведет к катастрофе. Это мы почувствовали на собственном опыт.

Младшая дочь Семёнова, Ольга Юлиановна вспоминала, что слёты организации происходили фактически на ялтинской даче писателя:
Запомнилась целая «команда» зарубежных писателей, которые дважды в 1987 и 1989 годах, приезжали в Ялту на съезд Исполкома Международной Ассоциации детективного и политического романа. Чех Иржи Прохаска, миниатюрная японка Масака Тагава, мексиканец Пако Игнасио Тайбо Второй, итальянская писательница Лаура Гримальди (родственница монархов Монако), звезда шведского детектива Арне Блом, немец Фрэд Брайенсдорфер,  молодые талантливые журналисты Дмитрий Лиханов и Евгений Додолев. Все эти искромётные люди впритирку усаживались здесь за папиным широким дубовым столом и веселье продолжалось допоздна.

## Структура
В состав Ассоциации входят около 2000 авторов из двух десятков стран. МАДПР возглавляется президентом (Джим Мэдисон Дэвис) и пятью региональными вице-президентами (Кен Мацузака по Азии; Эмануэль Икономов по Восточной Европе; Томас Пржибилка по Западной Европе; Рубен Варона по Латинской Америке; Дженни Уайт по Северной Америке и Юрген Бронниман по Океании). 